# 永六輔

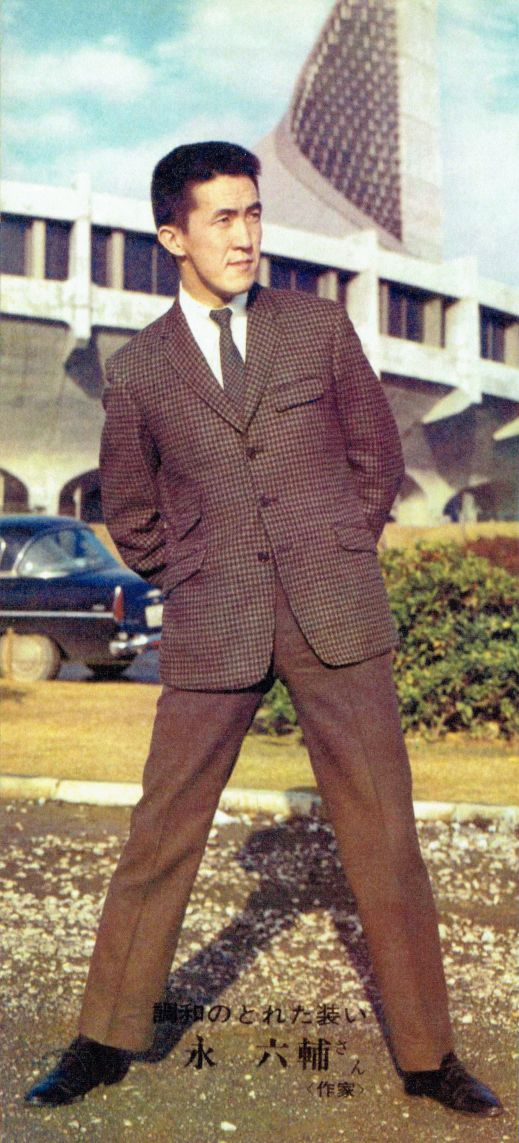

永六辅（1933年4月10日—2016年7月7日），日本男作词人、作曲家、作家、散文家及电视主持人，东京府東京市淺草區（現東京都台東區）出身，早稻田大学肄業。

## 生平
永六辅写出了1961年的歌曲歌词《昂首向前走》（上を向いて歩こう），这首歌被用在某些英文电影。另外，他还写了由坂本九主唱的歌曲歌词《仰望星空》（見上げてごらん夜の星を）。
永六輔晚年與病魔奮鬥。2010年，他罹患攝護腺癌、帕金森病。2011年11月，他不慎在家跌倒骨折，後來復健，坐輪椅上電台節目。2016年2月，他因脊椎損傷動手術，不克演出TBS電台的節目「六輔七轉八倒九十分」，這節目於6月27日停播。2016年7月7日去世，享壽83歲。

## 永六辅书本作品
- 暴力団ならびに田舎ッペェ諸君!（1985年）
- 六・八・九の九 : 坂本九ものがたり（1986年）
- 無名人名語録（1987年）
- 一般人名語録（1990年）
- もっとしっかり、日本人（1993年）
- 大往生（1994年）
- 遠くへ行きたい
- 真紅の琥珀
- 第一生命広報部長からの手紙

## 电视节目
- 7時にあいまショー

## 电台节目
- 誰かとどこかで（TBS电台）
- 土曜ワイドラジオTOKYO（TBS电台）

## 作词
- 黒い花びら（1959年）
- 上を向いて歩こう（1961年）
- 遠くへ行きたい（1962年）
- 見上げてごらん夜の星を（1963年）
- 若い季節（1963年）
- こんにちは赤ちゃん（1963年）
- 帰ろかな（1965年）
- 初めての街で（1979年）